# 天才 松山千春のラブバラード
『天才・松山千春のラブバラード』（てんさい・まつやまちはるのラブバラード）は2008年10月1日リリースされた松山千春18枚目のベスト・アルバム。

## 解説
コンピレーション・アルバム『プレミアムアルバム 旅立ち〜足寄より〜』と同時発売され、松山が本作のためにバラード曲だけを既発曲から選曲したベスト・アルバム。

## 収録曲
| 全作詞: 松山千春（#14除く）。 |                          |                      |                      |          |      |
| #                             | タイトル                 | 作詞                 | 作曲                 | 編曲     | 時間 |
| 1.                            | 「思ひ」                 | 松山千春 （#14除く） | 松山千春             | 服部克久 | 4:26 |
| 2.                            | 「君は花」               | 松山千春 （#14除く） | 松山千春             | 服部克久 | 4:24 |
| 3.                            | 「激情」                 | 松山千春 （#14除く） | 松山千春             | 夏目一朗 | 6:00 |
| 4.                            | 「時計」                 | 松山千春 （#14除く） | 松山千春             | 飛澤宏元 | 4:55 |
| 5.                            | 「ひとりの部屋」         | 松山千春 （#14除く） | 松山千春             | 飛澤宏元 | 4:45 |
| 6.                            | 「冬のアリア」           | 松山千春 （#14除く） | 松山千春             | 夏目一朗 | 3:54 |
| 7.                            | 「白い雪」               | 松山千春 （#14除く） | 松山千春             | 夏目一朗 | 4:41 |
| 8.                            | 「オロオロ」             | 松山千春 （#14除く） | 松山千春             | 夏目一朗 | 4:41 |
| 9.                            | 「君に」                 | 松山千春 （#14除く） | 松山千春             | 夏目一朗 | 5:36 |
| 10.                           | 「僕なら」               | 松山千春 （#14除く） | 松山千春             | 夏目一朗 | 5:03 |
| 11.                           | 「信号」                 | 松山千春 （#14除く） | 松山千春             | 夏目一朗 | 4:33 |
| 12.                           | 「祈り」                 | 松山千春 （#14除く） | 松山千春             | 夏目一朗 | 4:59 |
| 13.                           | 「ため息」               | 松山千春 （#14除く） | 松山千春             | 夏目一朗 | 4:09 |
| 14.                           | 「アヴェマリア」         | 松山千春 （#14除く） | ジュリオ・カッチーニ |          | 3:46 |
| 15.                           | 「この世で君が一番好き」 | 松山千春 （#14除く） | 松山千春             | 萩田光雄 | 4:39 |
| 合計時間:                     | 合計時間:                | 合計時間:            | 合計時間:            | 70:31    |      |